# Calanthe obreniformis
Calanthe obreniformis är en orkidéart som beskrevs av Johannes Jacobus Smith. Calanthe obreniformis ingår i släktet Calanthe och familjen orkidéer.
Artens utbredningsområde är Sulawesi. Inga underarter finns listade i Catalogue of Life.